# East Brainerd
East Brainerd is een plaats (census-designated place) in de Amerikaanse staat Tennessee, en valt bestuurlijk gezien onder Hamilton County.

## Demografie
Bij de volkstelling in 2000 werd het aantal inwoners vastgesteld op 14.132.

## Geografie
Volgens het United States Census Bureau beslaat de plaats een oppervlakte van
22,5 km², waarvan 22,4 km² land en 0,1 km² water.

## Plaatsen in de nabije omgeving
De onderstaande figuur toont nabijgelegen plaatsen in een straal van 12 km rond East Brainerd.